# Грёз, Жан-Батист
Жан-Бати́ст Грёз (фр. Jean-Baptiste Greuze; 21 августа 1725, Турню, Бургундия — 21 марта 1805, Париж) — французский живописец и рисовальщик. Художник бытового жанра и портретист, один из главных представителей сентиментализма в изобразительном искусстве эпохи Просвещения. Академик Королевской Академии живописи и скульптуры (с 1769; ассоциированный член с 1755).

## Биография
Жан-Батист Грёз родился в Турню, торговом городке в Бургундии в 1725 году. В раннем возрасте проявил талант к рисованию. Его способности были поощрены лионским художником Шарлем Грандоном, который пользовался значительной репутацией. Отец Грёза был против того, чтобы его сын стал художником, но Грандон убедил его уступить желаниям Жана-Батиста.
Вначале Грёз учился в Лионе под руководством Грандона, затем в 1750 году последовал за своим учителем в Париж. В парижской Королевской академии живописи и скульптуры он стал учеником Шарля-Жозефа Натуара, но с учителем у него не возникло понимания. Типичный провинциал, поселившись в Париже в двадцатипятилетнем возрасте, Грёз начал рисовать с живой модели в школе Королевской академии, но не привлекал внимания своих учителей; и когда он создал свою первую картину «Отец семейства, объясняющий своим детям Библию», его авторство подвергли сомнению.
С 1755 по 1757 год Жан-Батист Грёз жил и работал в Италии, в Риме. 3 февраля 1759 года в Париже он женился на Анне-Габриэль Бабюти, дочери книготорговца с набережной Огюстен Франсуа Бабюти, портрет которого он написал в 1761 году. В следующем году его жена родила первую дочь, которую назвали Анной-Женевьевой. Став художницей, она поддерживала работу отца до самой его смерти. Жена Грёза оказалась злобной и сварливой, художник подал на развод, который был объявлен 4 августа 1793 года.
В 1759, 1761 и 1763 годах Грёз выставлял свои произведения с растущим успехом; в 1765 году он достиг наибольшей славы. В парижском Салоне в тот год он был представлен тринадцатью картинами, среди которых были «Молодая девушка, оплакивающая мёртвую птичку», «Добрая мать», «Наказание плохого сына» (Лувр) и «Проклятие отца» (Лувр). Грёз продолжал серию картин, посвящённых одной из важнейших проблем эпохи Просвещения — проблеме воспитания, взаимоотношений отцов и детей. «Эта серия имела шумный успех, несмотря на свою преувеличенную мелодраматичность… Между тем эволюция Грёза как проповедника идей энциклопедистов приближалась к тупику… Когда Академия стала торопить Грёза с представлением его программного произведения, он обратился к исторической живописи (только „исторические живописцы“ по традиции могли получить в академии отличия и должности)». Грёз представил картину «Септимий Север и Каракалла». Здесь Грёз вышел за пределы своих возможностей и потерпел явное фиаско. В 1769 году он всё же был принят в Академию как «жанровый живописец». При этом ему было сообщено, что Академия в своём решении «основывалась на его прежних произведениях, которые превосходны, и закрыла глаза на это недостойное полотно».

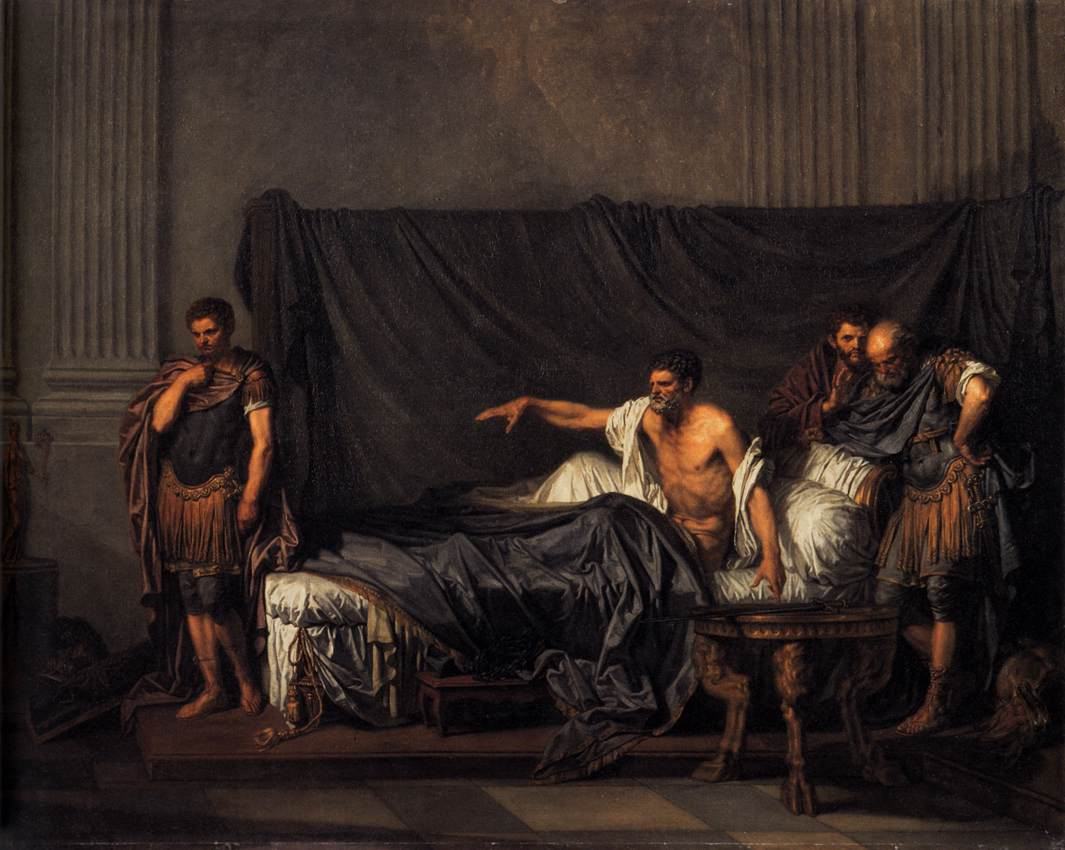
Септимий Север и Каракалла. 1769. Холст, масло. Лувр, Париж

В годы Великой французской революции Грёз жил уединённо и не вмешивался в политику. Однако он был масоном и входил в известную масонскую ложу «Девять сестёр»(Les Neuf Sœurs).
К концу жизни он имел довольно значительное состояние, но утратил его в рискованных предприятиях и из-за разорительных трат жены. Когда Национальный конвент решил предоставить заслуженным писателям и художникам бесплатные квартиры, Грёз получил помещение в Лувре. Он умер в своём доме на улице Фоссе Сен-Дени (которая проходила вдоль бульвара Бонн-Нувель), почти в нищете, забытый своими современниками, вкусами которых овладела в ту пору новая романтическая и экспрессивная живопись «стиля империи» Жака-Луи Давида.
Похоронен Жан-Батист Грёз в Париже на кладбище Монмартр. Там же находятся могилы его дочерей: Анны-Женевьевы (умерла 6 ноября 1842) и Луизы-Габриэль Грёз (умерла 10 апреля 1812).
В 1864 году улица в 16-м округе Парижа названа его именем.
Среди наиболее талантливых учеников Грёза: швейцарец Жан Прюдомм, француженки Констанция Майер и Женевьева Броссар де Больё. Работы ещё одной его ученицы — Жанны Филиберты Леду — были настолько близки по стилю к произведениям учителя, что их нередко принимали за работы самого Грёза.
В 1868 году на родине Грёза в Турню ему был воздвигнут памятник. Творчество Грёза было популярно в России. В библиотеке Императорской Академии художеств в Санкт-Петербурге в начале XX века хранилось богатое собрание рисунков Грёза, в 1920-х годах переданное в Эрмитаж, обладающим коллекцией из четырнадцати картин художника.

## Оценки творчества
В морализующем «жанре семейного быта с его мелкими драмами» в истории живописи у Грёза практически нет соперников; однако его сцены отчасти банальны, отчасти сентиментальны и театральны. Но они в своё время вызывали восторг Дени Дидро, составлявшего свои знаменитые обзоры парижских Салонов. Дидро восклицал: «Что говорить, Грёз — мой художник… Уже сам жанр мне по душе: это нравоучительная живопись. И так уже предостаточно и слишком долго в живописи смаковались сцены распутства и порока! Не должны ли мы теперь порадоваться, увидев, что живопись наконец-то соревнуется с драматической поэзией, трогая, просвещая и тем самым исправляя нас и призывая к добродетели?» (прочем позднее Дидро изменил своё мнение о художнике).
Грёз «сознательно становится на путь той самой нравственной реформы искусства, которой требует современное общество. Любая его картина существует одновременно как бы в двух планах: во-первых, это бытовая сцена, во-вторых, иллюстрация какого-либо морального поучения. Грёз и сам подчёркивает такую двойственность, давая своим полотнам названия с почти неизбежными разъясняющими подзаголовками: „Паралитик, за которым ухаживают его дети, или Плоды хорошего воспитания“, „Балованное дитя, или Плоды дурного воспитания“. Морализация начинается с замысла и определяет всю работу художника над картиной».
Законченный образец такой картины — знаменитый «Паралитик», выставленный Грёзом в Салоне 1763 года и тотчас же завоевавший неслыханную славу. Императрица Екатерина II приобрела картину по рекомендации Дидро, который был одним из самых страстных поклонников этого произведения: «Эта картина хороша, она прекрасна, и жалок тот, кто может разглядывать её без тени волнения!»
А. Н. Бенуа, рассматривая произведения Грёза в Картинной галере Эрмитажа, дал им уничижительную характеристику: Грёз был мастером «третьего сословия», но «в портретах и в своих приторных головках шёл навстречу вкусам утончённого великосветского общества… превосходный мастер, но, к сожалению, отдавший своё искусство на служение литературной программе», он «буржуазен по существу»… Мы теперь не способны переживать ту наивную драму, которую рассказывает простодушный художник в «Умирающем паралитике»… Нам даже несколько противно всё это «лицедейство», несмотря на образцовую мимику и на «режиссёрскую распорядительность»… и местами превосходную живопись".
Грёз занимает во французской живописи важное место и как портретист. В его время французские портретисты «большого стиля» мало заботились о сходстве, лишь бы изображаемые мужчины получали вид Марсов и Аполлонов, а женщины — Диан, Флор и Венер. Грёз понимал портретную живопись иначе: его портреты полны сходства, жизни, выразительности. Однако как бы тесно Грёз не был связан с буржуазной эстетикой, очень многое в его искусстве принадлежит старой аристократической традиции, в частности стилю рококо. С 1770-х годов и до конца жизни он перешёл на создание портретных произведений особого типа, который можно считать его открытием. Это погрудные, поясные, иногда поколенные изображения милых юных девушек, которые задумались над разбитым кувшином, плачут над умершей птичкой, ласкают собачку или возводят влажные очи к небу в страстной молитве. При этом Грёз наследует от рококо не только «фарфоровую» гамму светлых тонов и кукольную миловидность своих героинь, но и пристрастие к пикантному намёку и эротическому подтексту, — так и появились «Девушка с птичкой» и «Разбитый кувшин», где «красноречивые детали подсказывают зрителю, что эти манерно-грустные красавицы оплакивают нечто гораздо большее, чем потерю умершей птички или кувшина. Соединение сентиментальности и завуалированной эротики рождает у Грёза длинный ряд двусмысленных и слащавых произведений». Знаменитые «головки Грёза» в своё время вызывали восхищение. «В них есть претензия на простоту и искренность, но такая простота кажется наигранной, а нравственность оказывается двусмысленной, граничащей с пошлостью».
Картины Грёза переводили в гравюры многие французские рисовальщики и гравёры. Сам Грёз, при всей двусмысленности своей живописи, был выдающимся рисовальщиком. Его рисунки «легки, пластичны, полны грациозности, артистизма и вкуса».

## Галерея

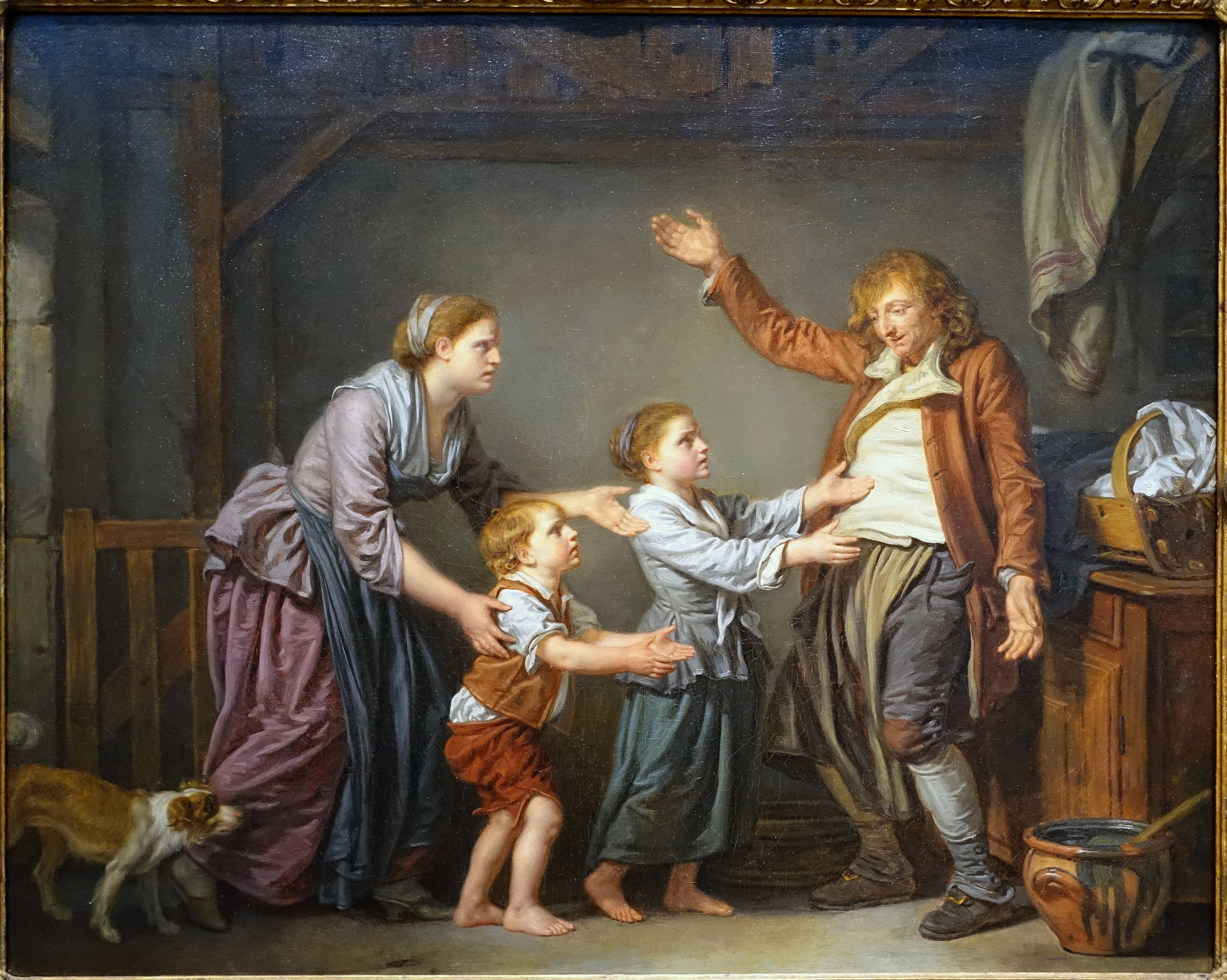
Пьяный сапожник. Между 1780 и 1785. Холст, масло. Художественный музей, Портленд, Орегон, США
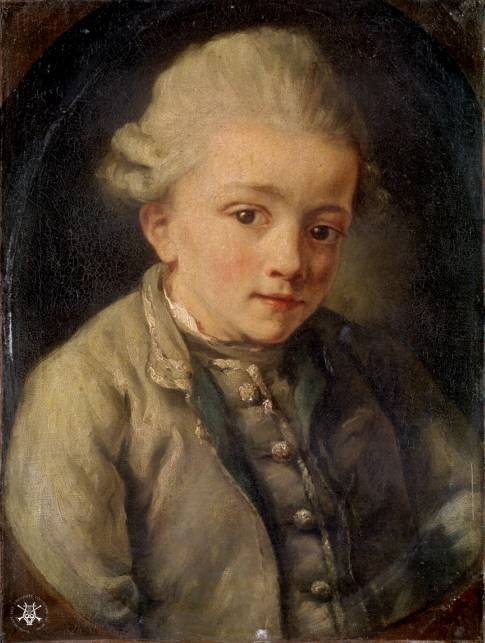
Портрет мальчика (В. А. Моцарт). Ок. 1763. Холст, масло. Художественная галерея Йельского университета, Нью-Хейвен, Коннектикут, США
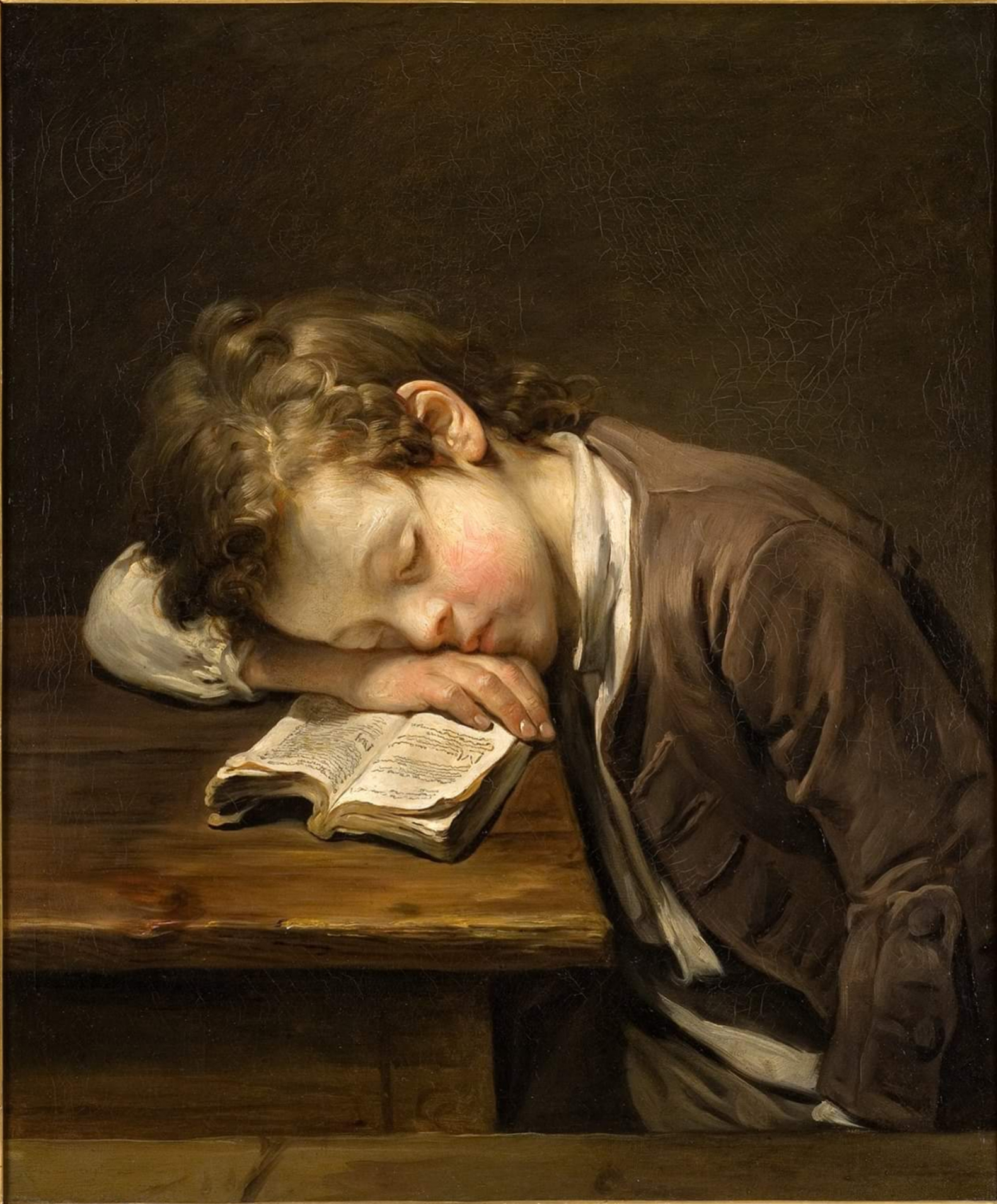
Спящий мальчик. 1755. Холст, масло. Музей Фабра, Монпелье
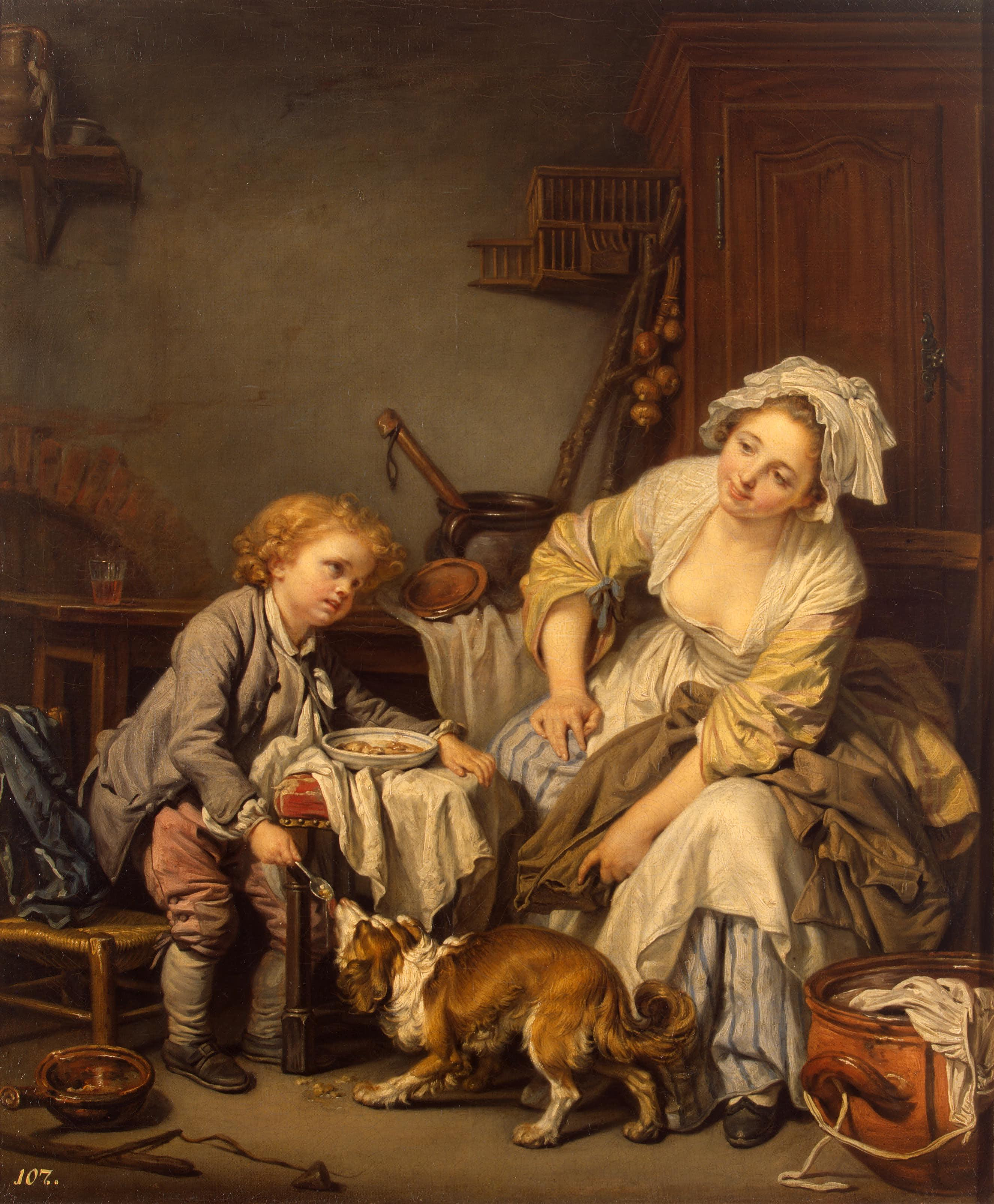
Избалованный ребёнок. 1760-е. Холст, масло. Государственный Эрмитаж, Санкт-Петербург
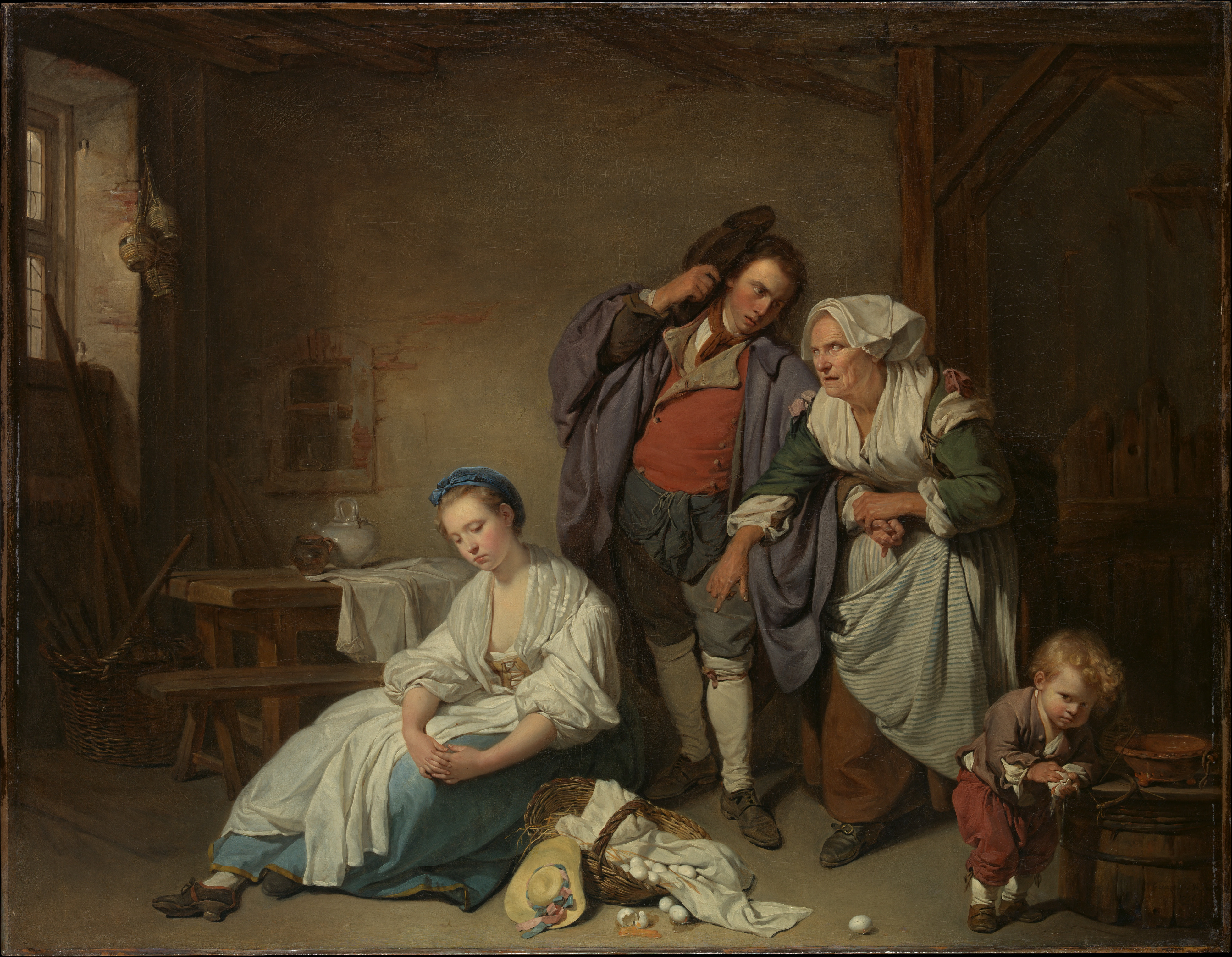
Разбитые яйца. 1756. Холст, масло. Метрополитен-музей, Нью-Йорк
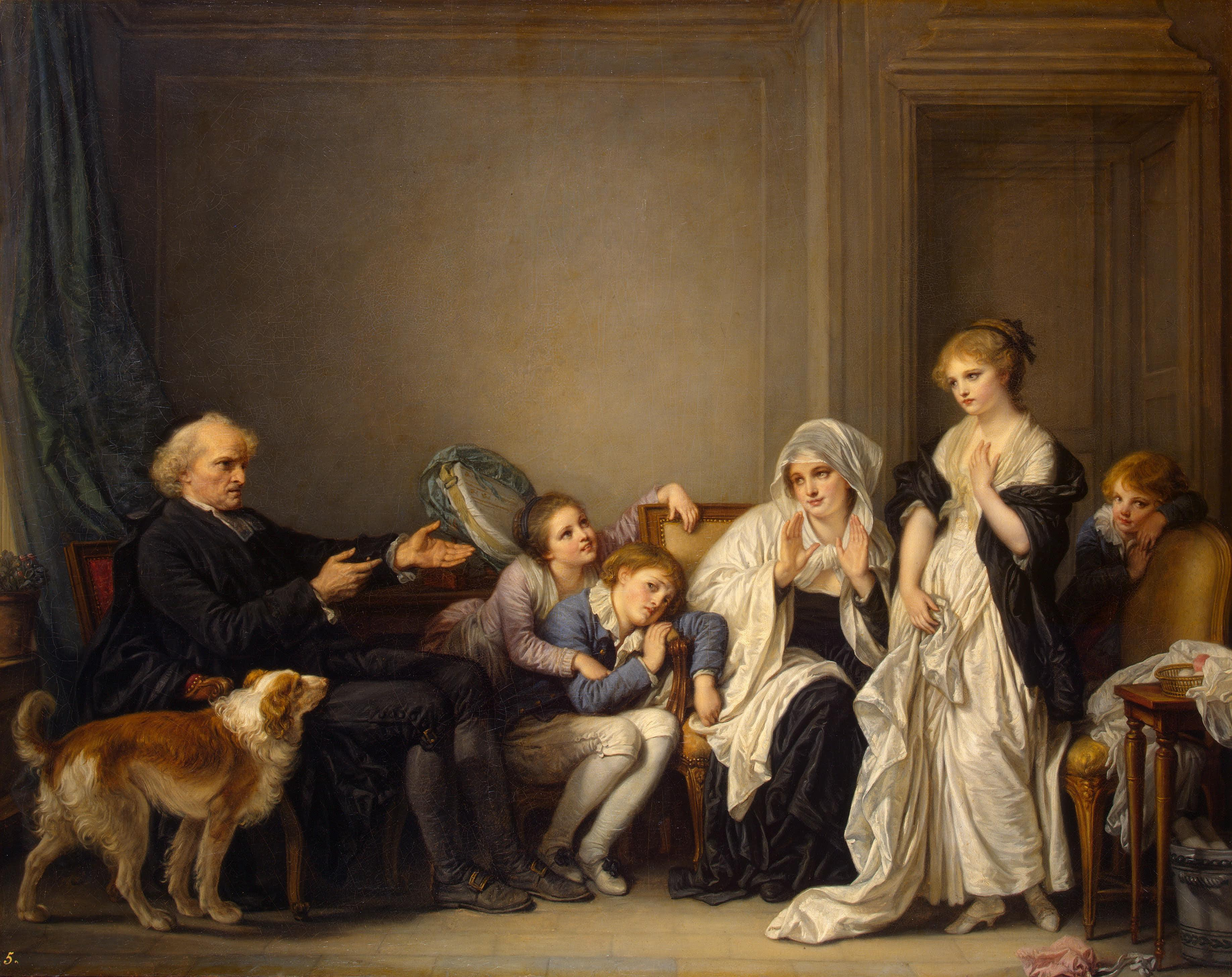
Вдова и священник. 1760-е. Холст, масло. Государственный Эрмитаж, Санкт-Петербург
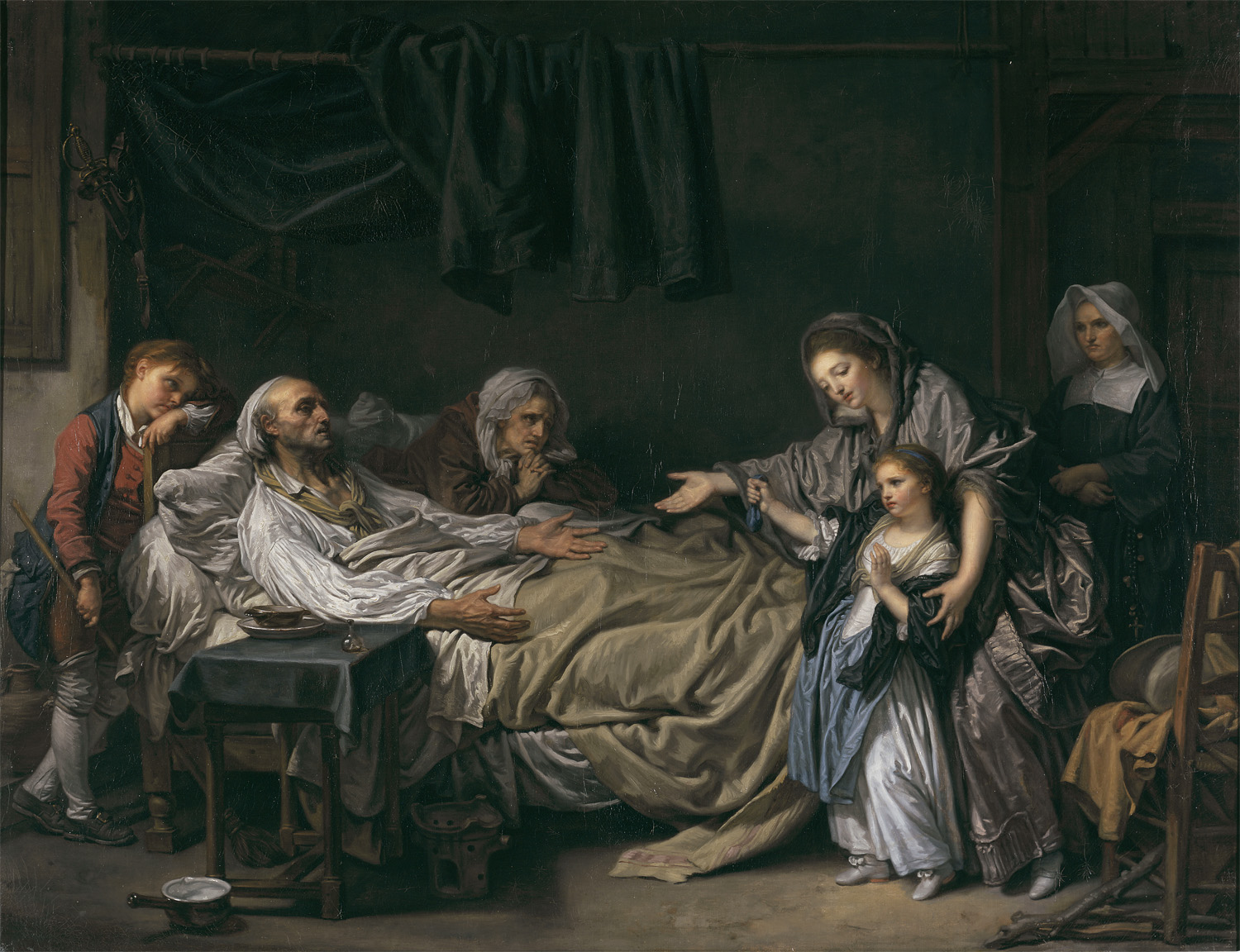
Женщина, проявляющая милосердие. Между 1772 и 1775. Холст, масло. Музей изобразительных искусств, Лион
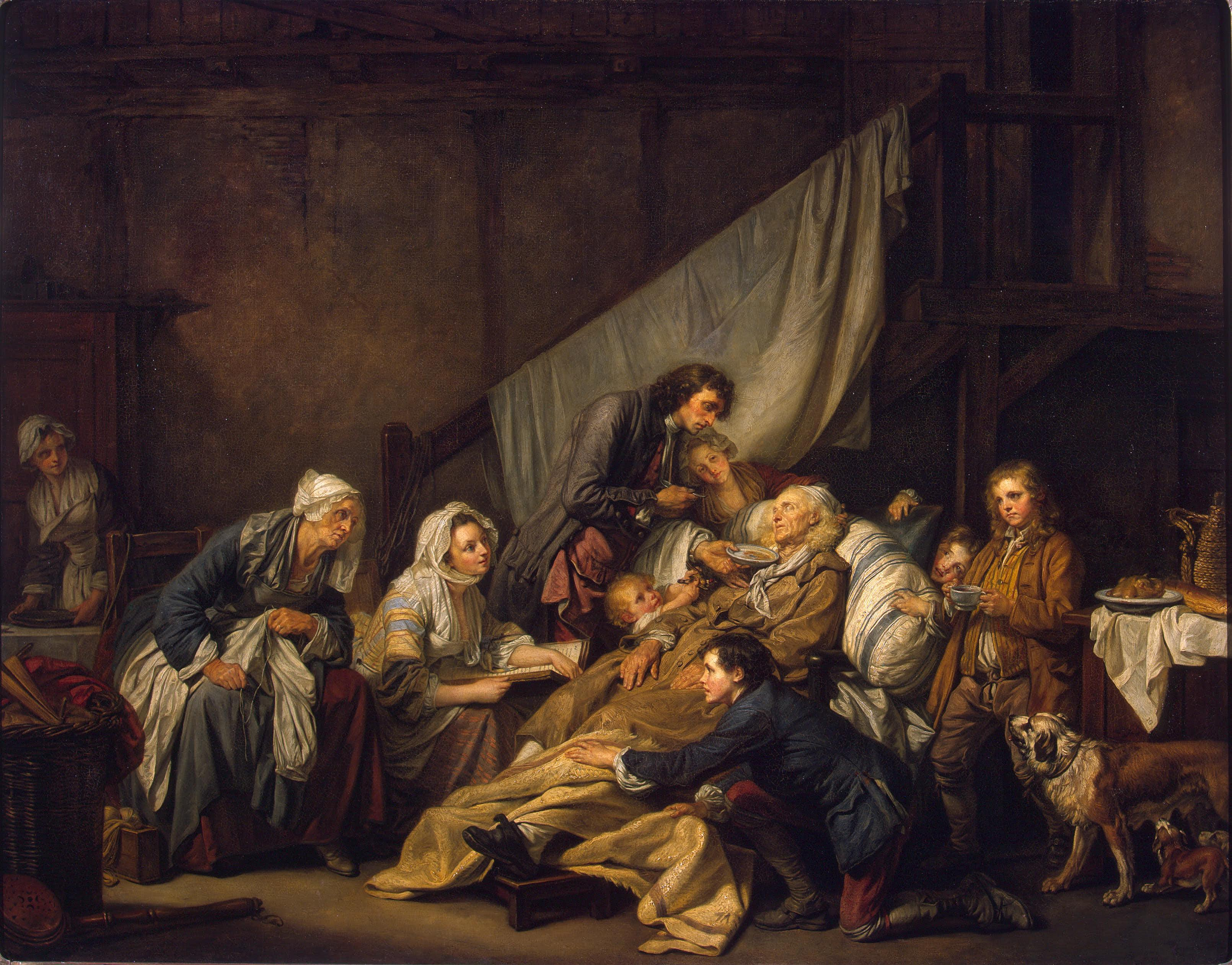
Паралитик, или Плоды хорошего воспитания. 1763. Холст, масло. Государственный Эрмитаж, Санкт-Петербург
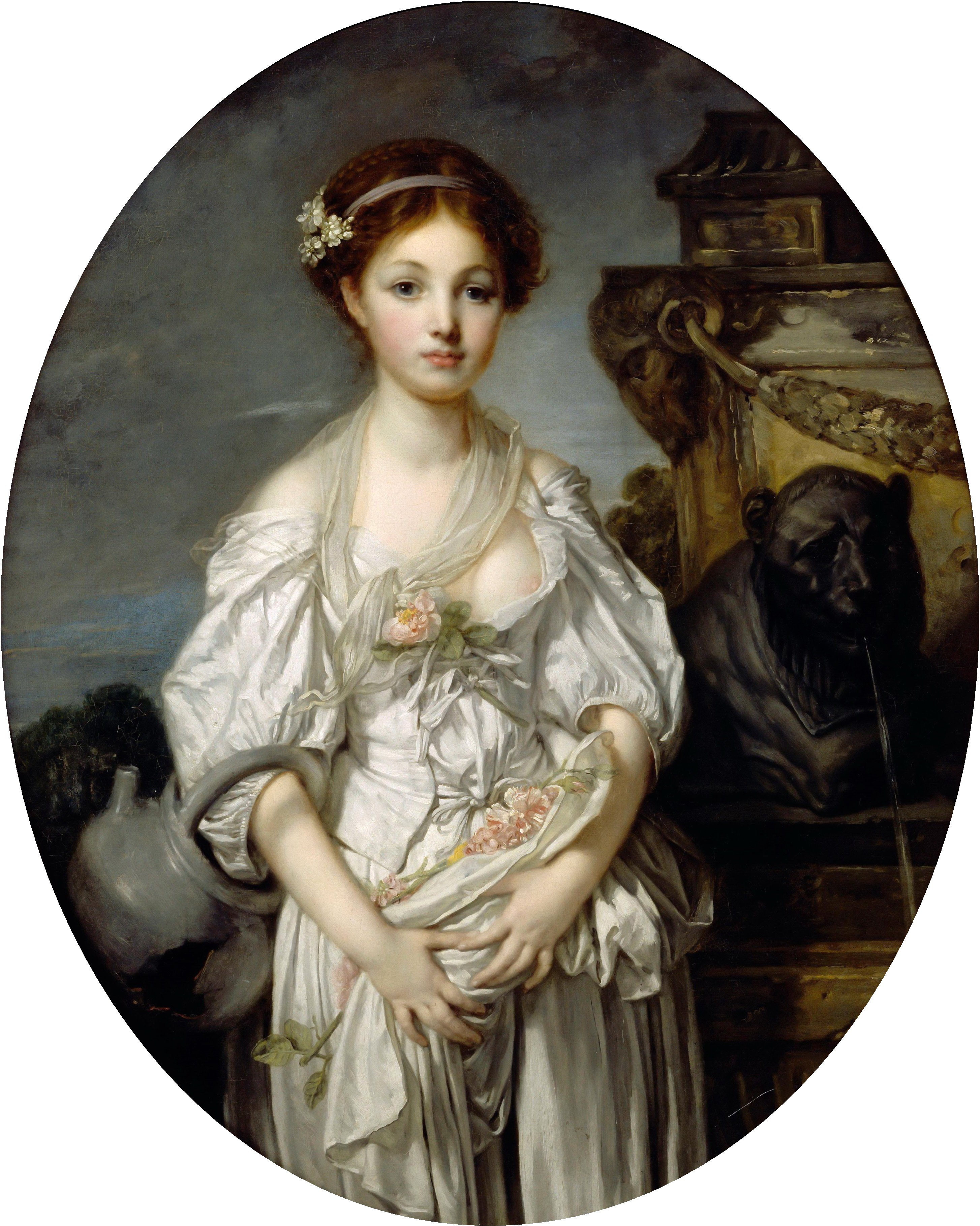
Разбитый кувшин. 1771. Холст, масло. Лувр, Париж
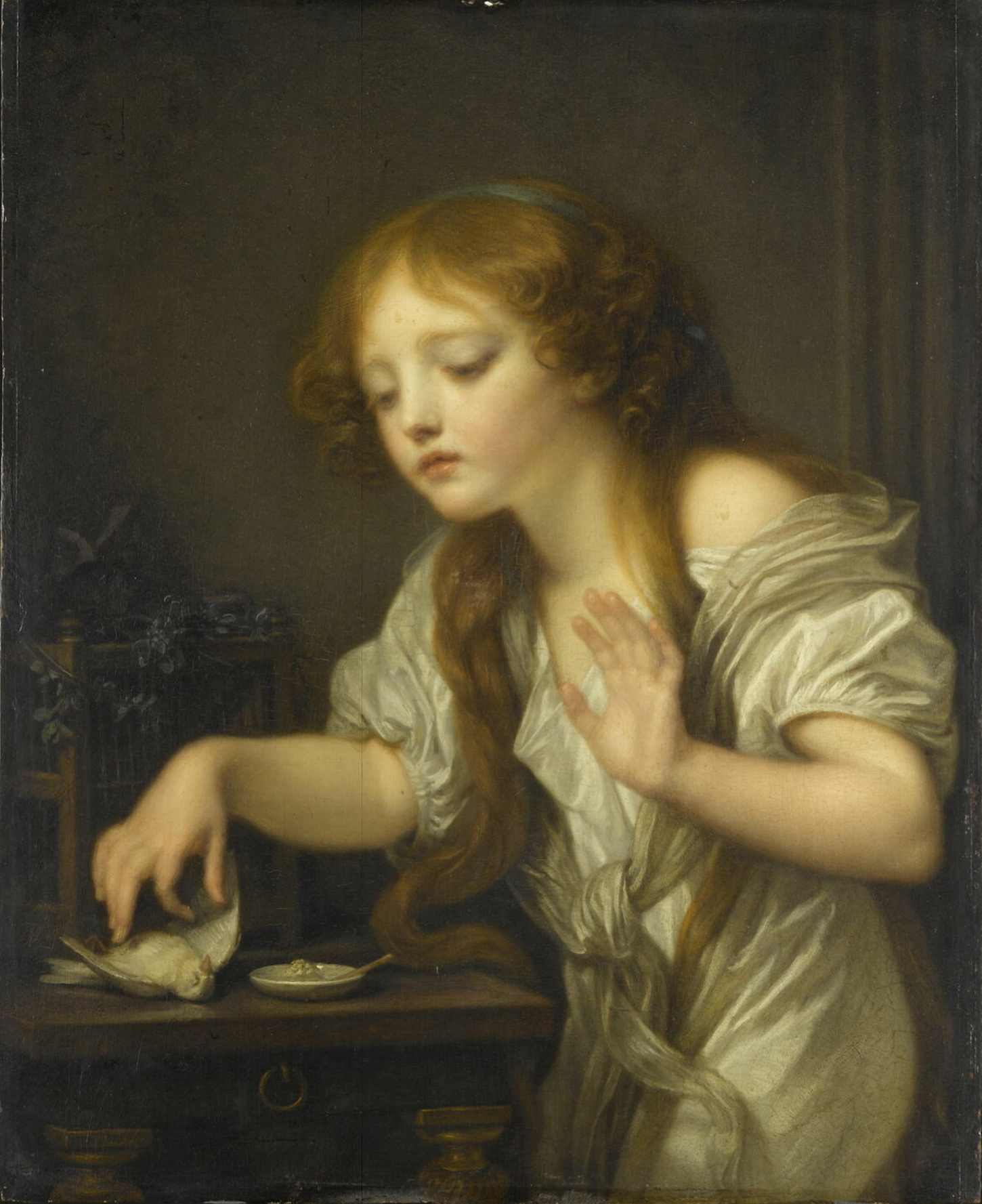
Девушка, оплакивающая мёртвую птичку. 1800. Холст, масло. Лувр, Париж
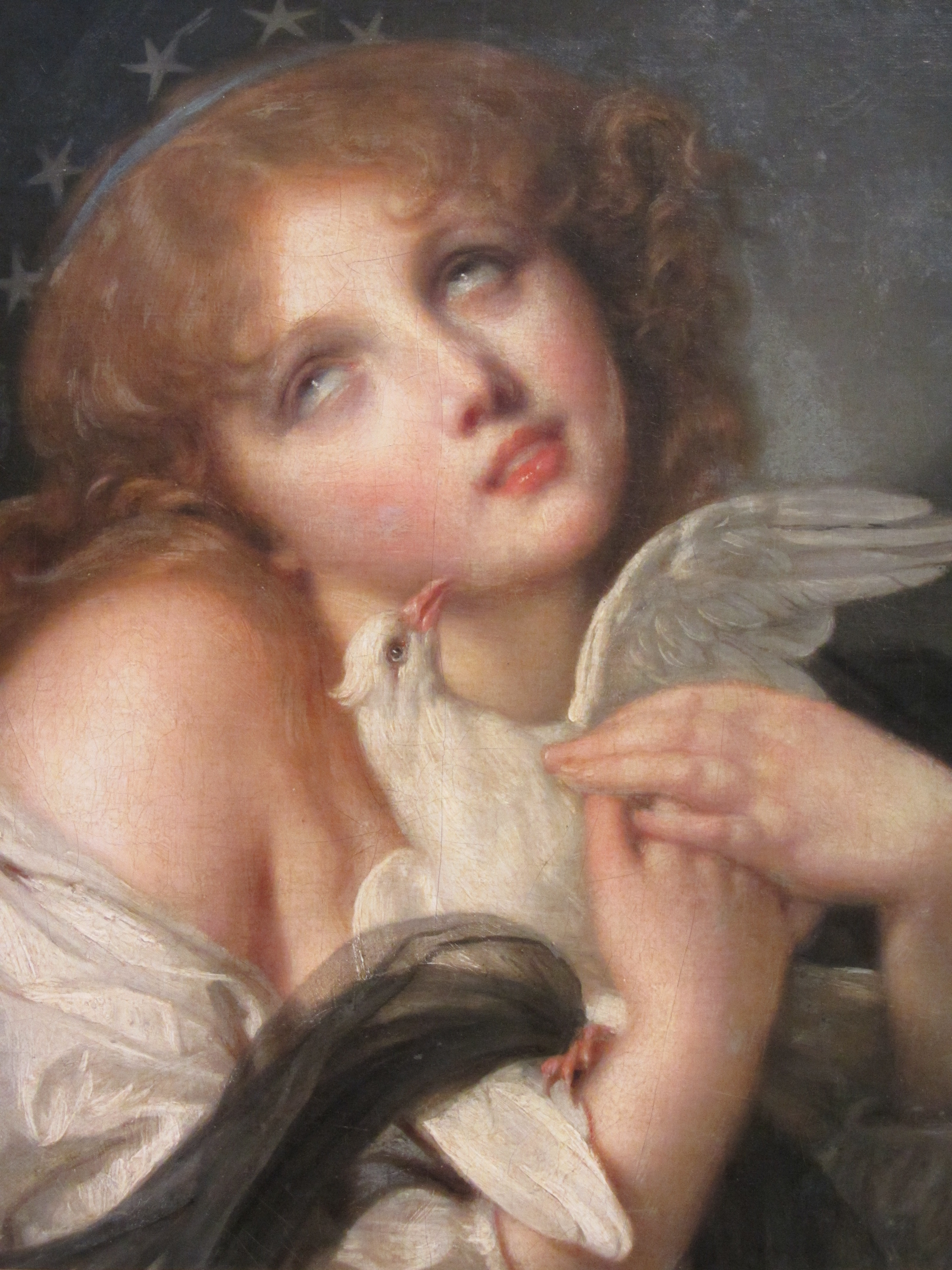
Сладострастие. Ок. 1789. Холст, масло. Государственный музей изобразительных искусств имени А. С. Пушкина, Москва
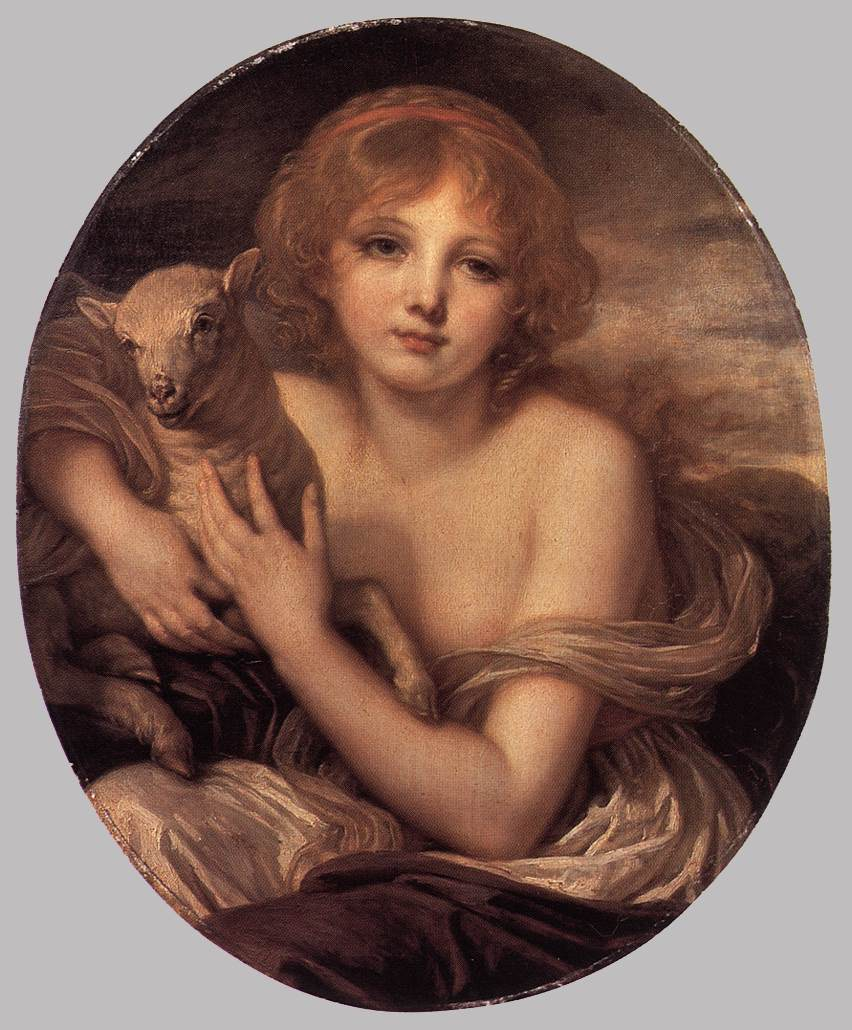
Невинность. 1790-е. Холст, масло. Собрание Уоллеса, Лондон
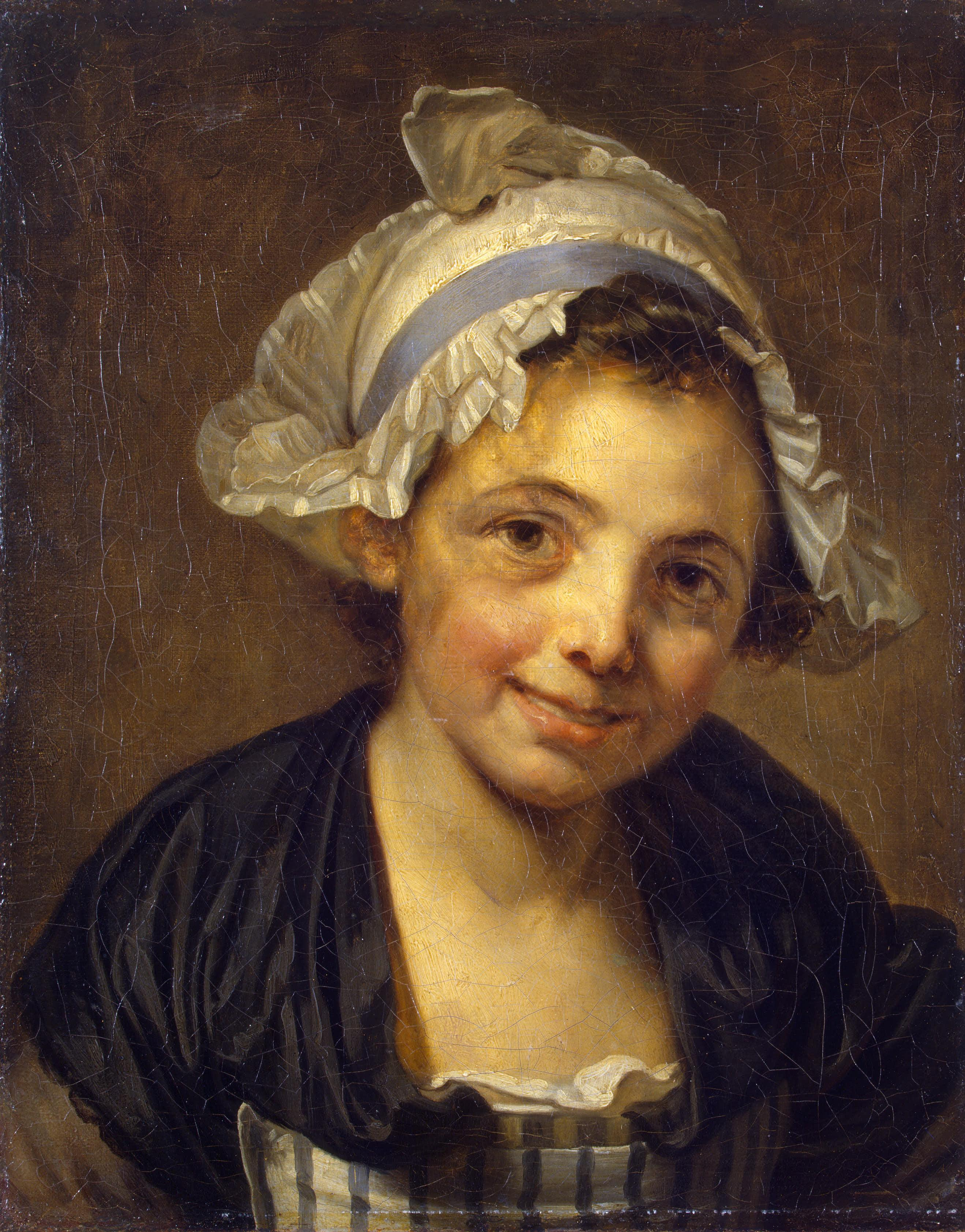
Голова девушки в чепце. 1760-е. Холст, масло. Государственный Эрмитаж, Санкт-Петербург
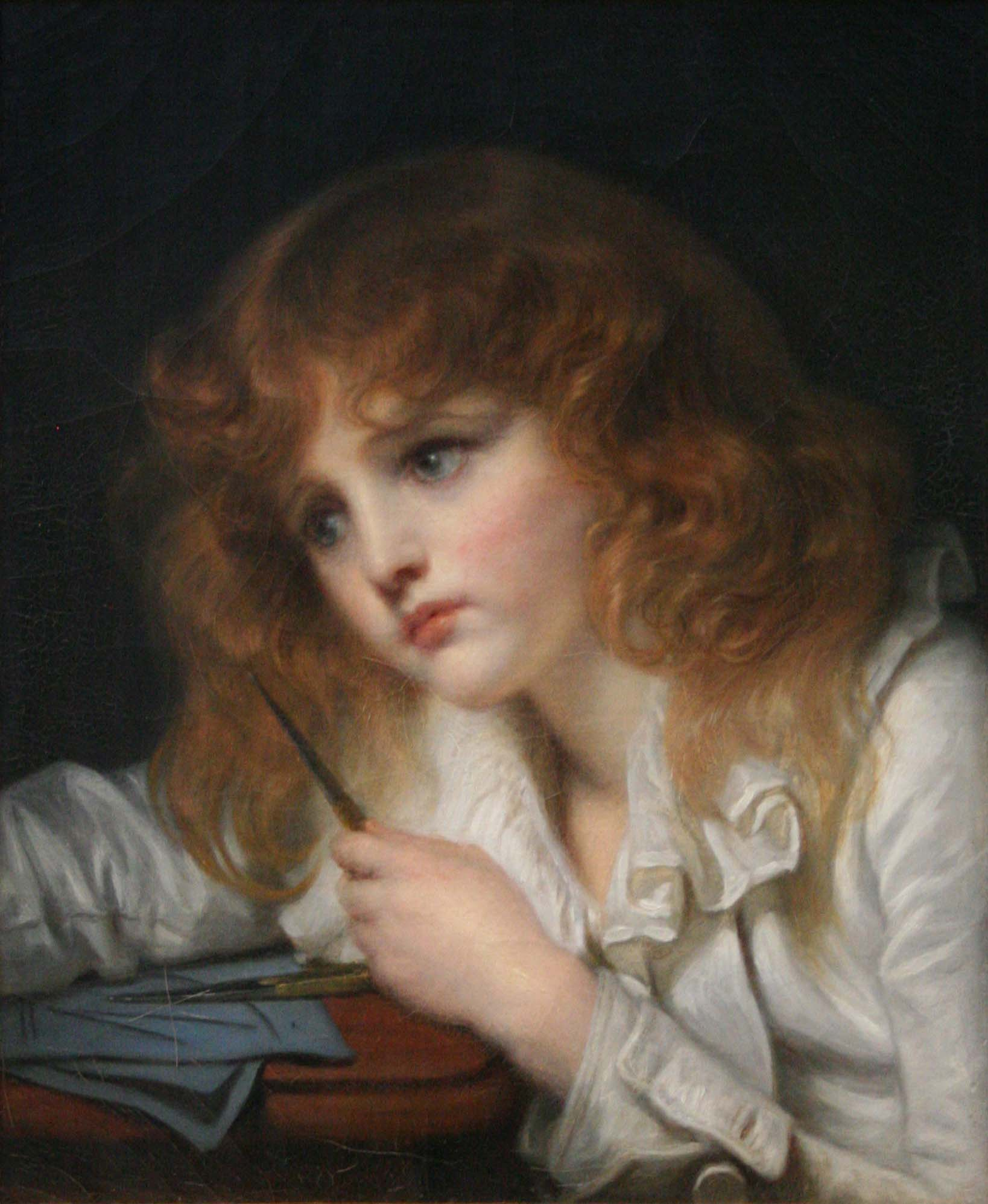
Юный математик. Между 1780 и 1800. Холст, масло. Музей Фабра, Монпелье
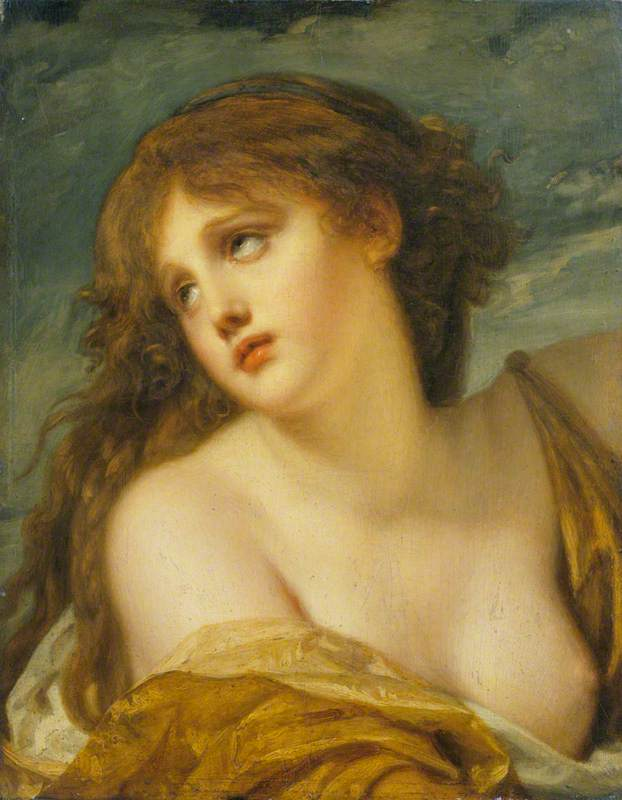
Психея. 1786. Дерево, масло. Собрание Уоллеса, Лондон
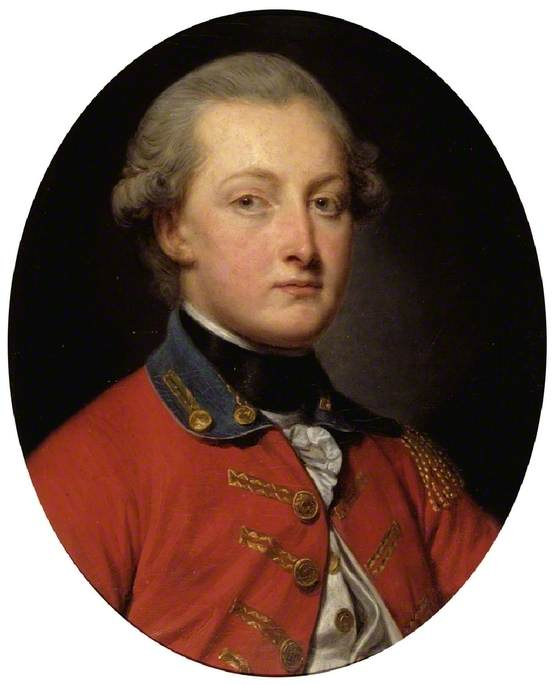
Портрет британского аристократа, графа Пембрука, 1780, Музей Фицуильяма, Кембридж
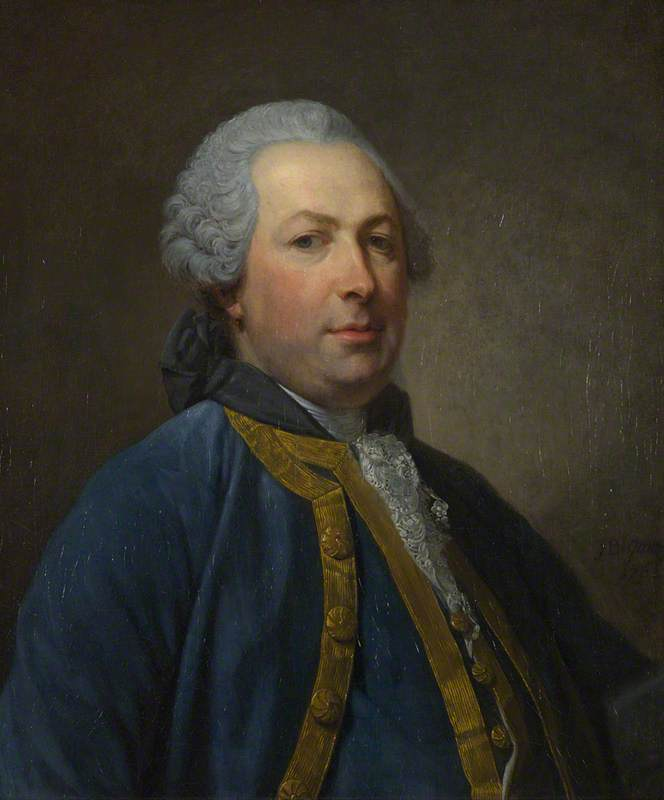
Портрет неизвестного мужчины, 1763, Лондонская национальная галерея
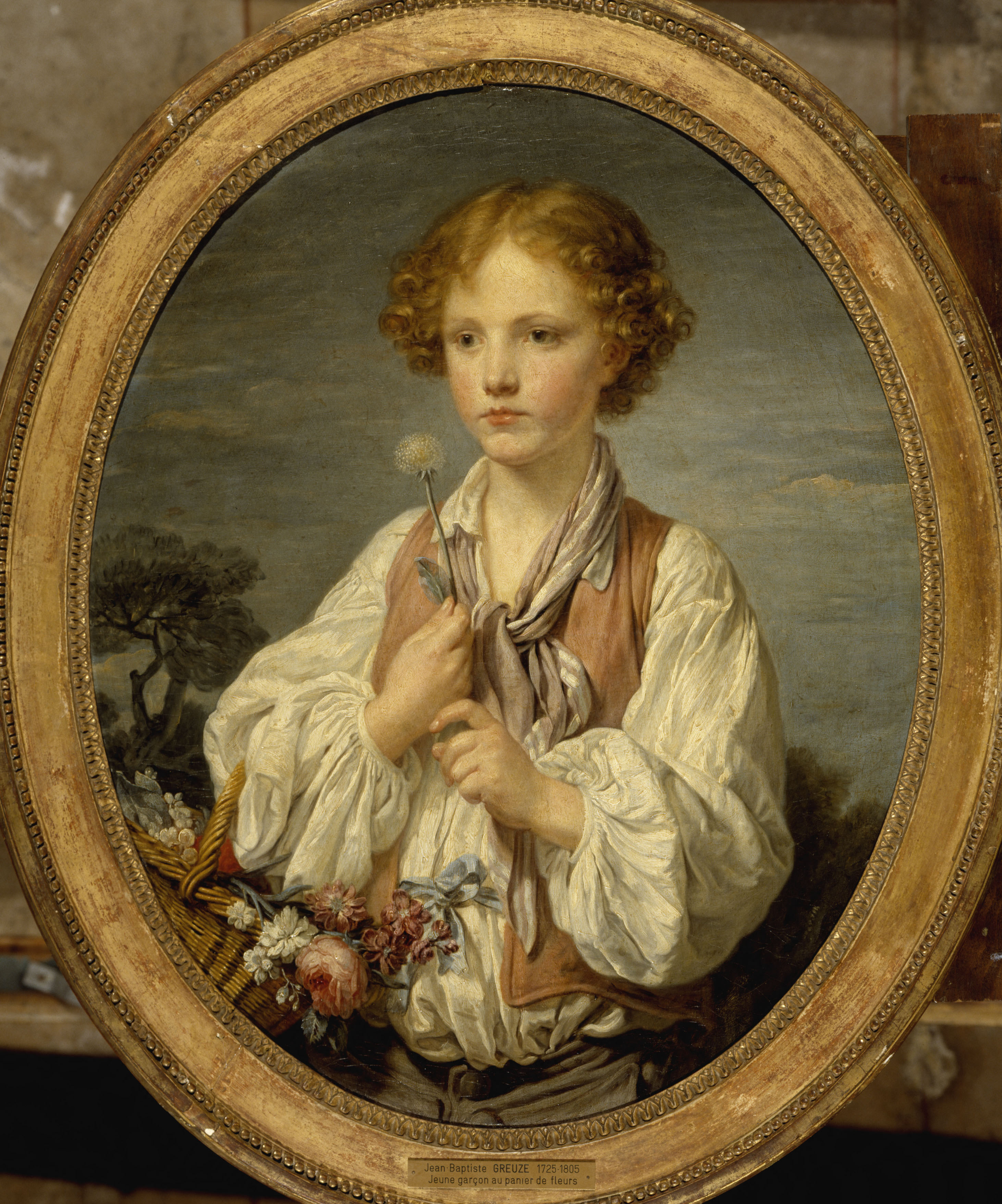
Пастушок, гадающий о пастушке, ок 1761, Малый дворец (Париж)
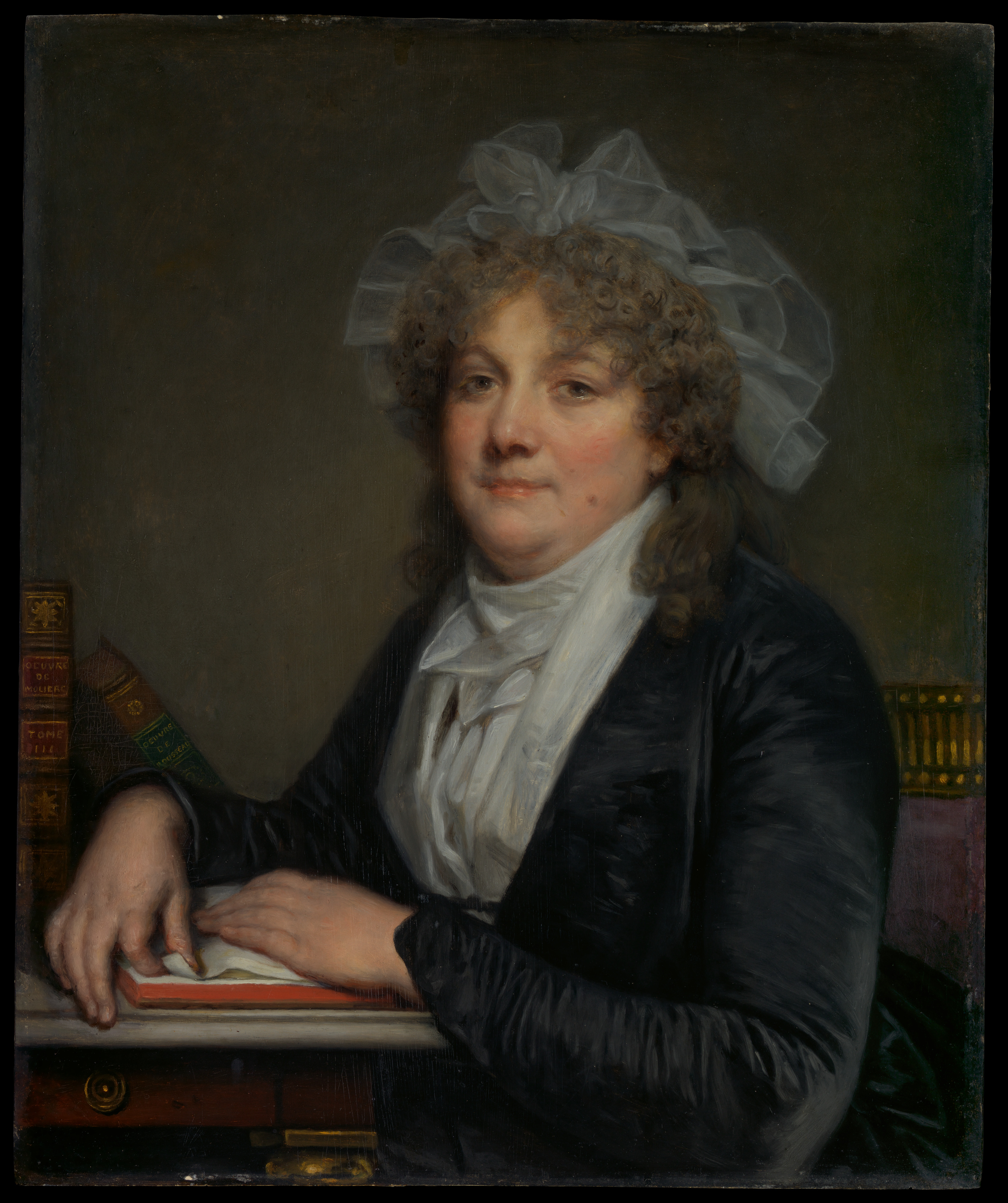
Портрет мадам Демулен, Метрополитен-музей, Нью-Йорк

## Рисунки Ж.-Б. Грёза

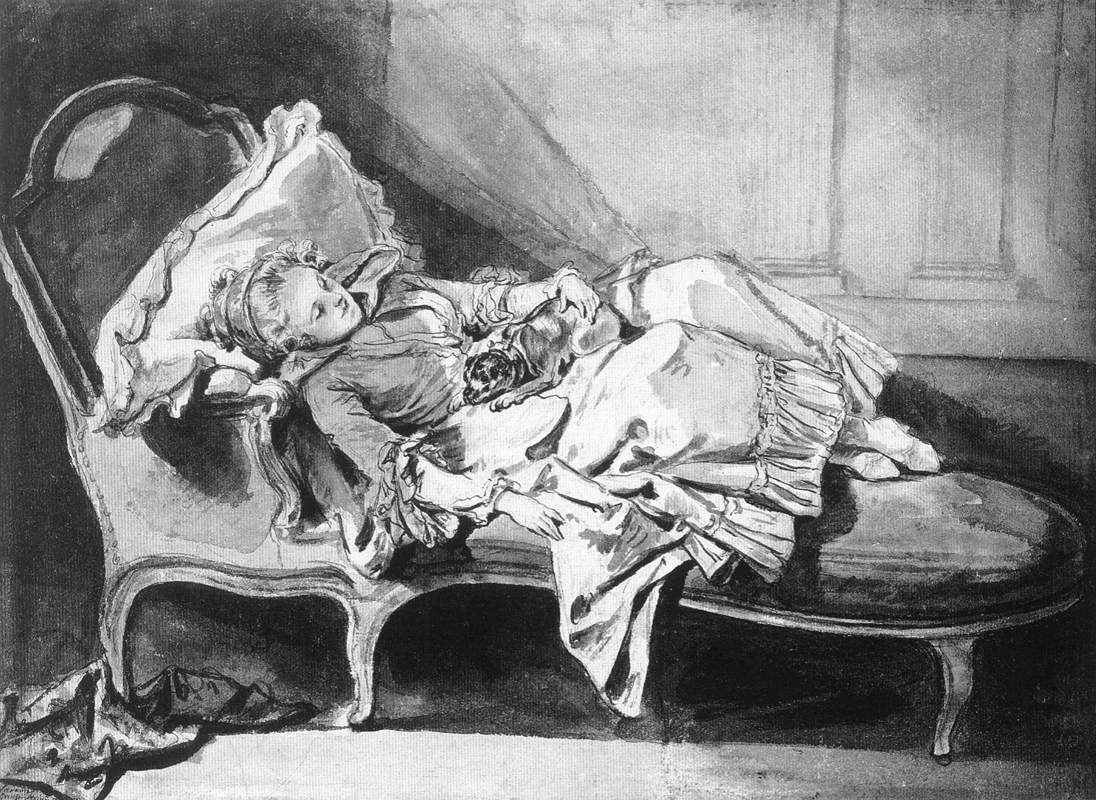
Мадам Грёз. Бумага, тушь, кисть, перо. Рейксмюсеум, Амстердам
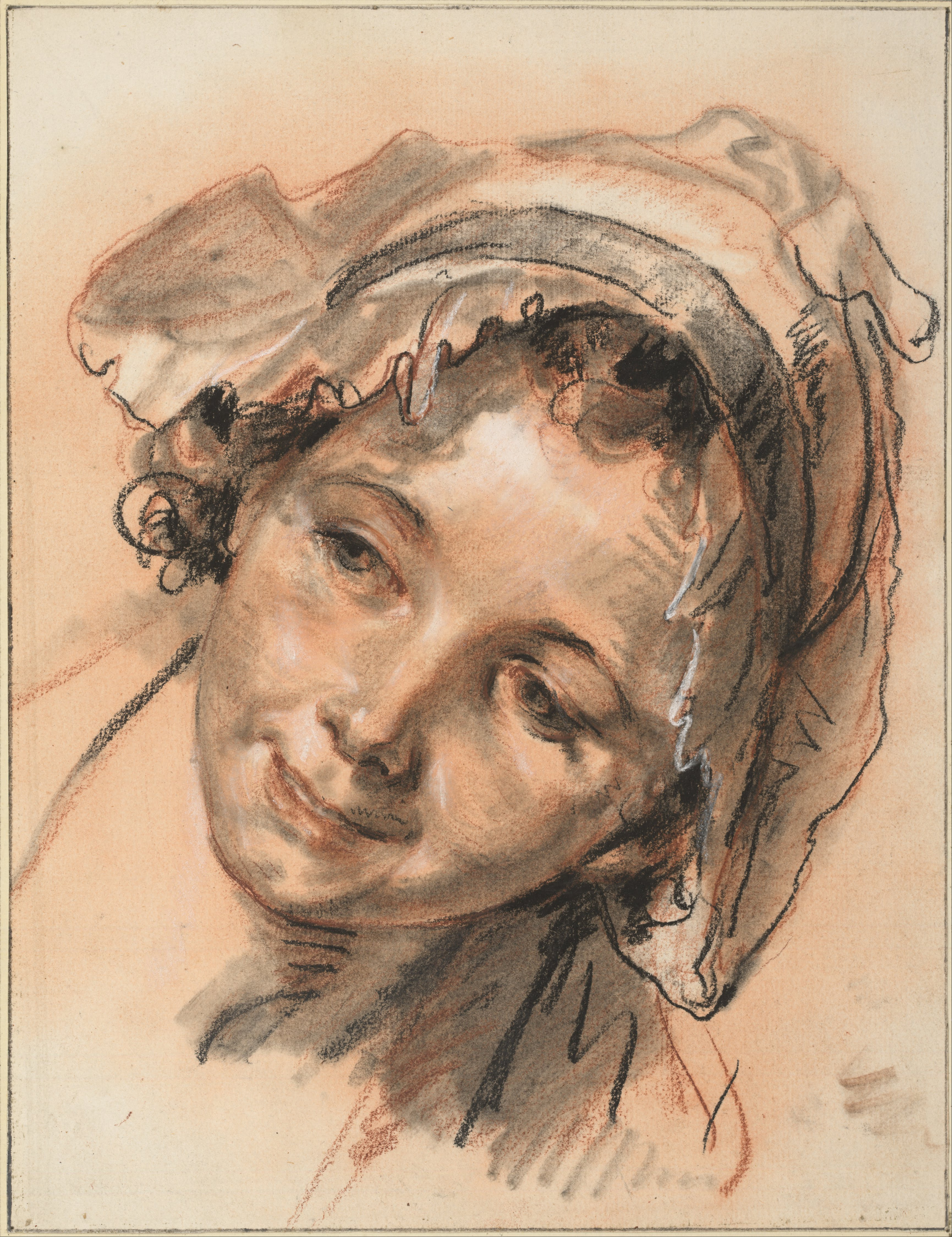
Голова улыбающейся девушки. Ок. 1765. Бумага, пастель, сангина, мел. Альбертинум, Вена
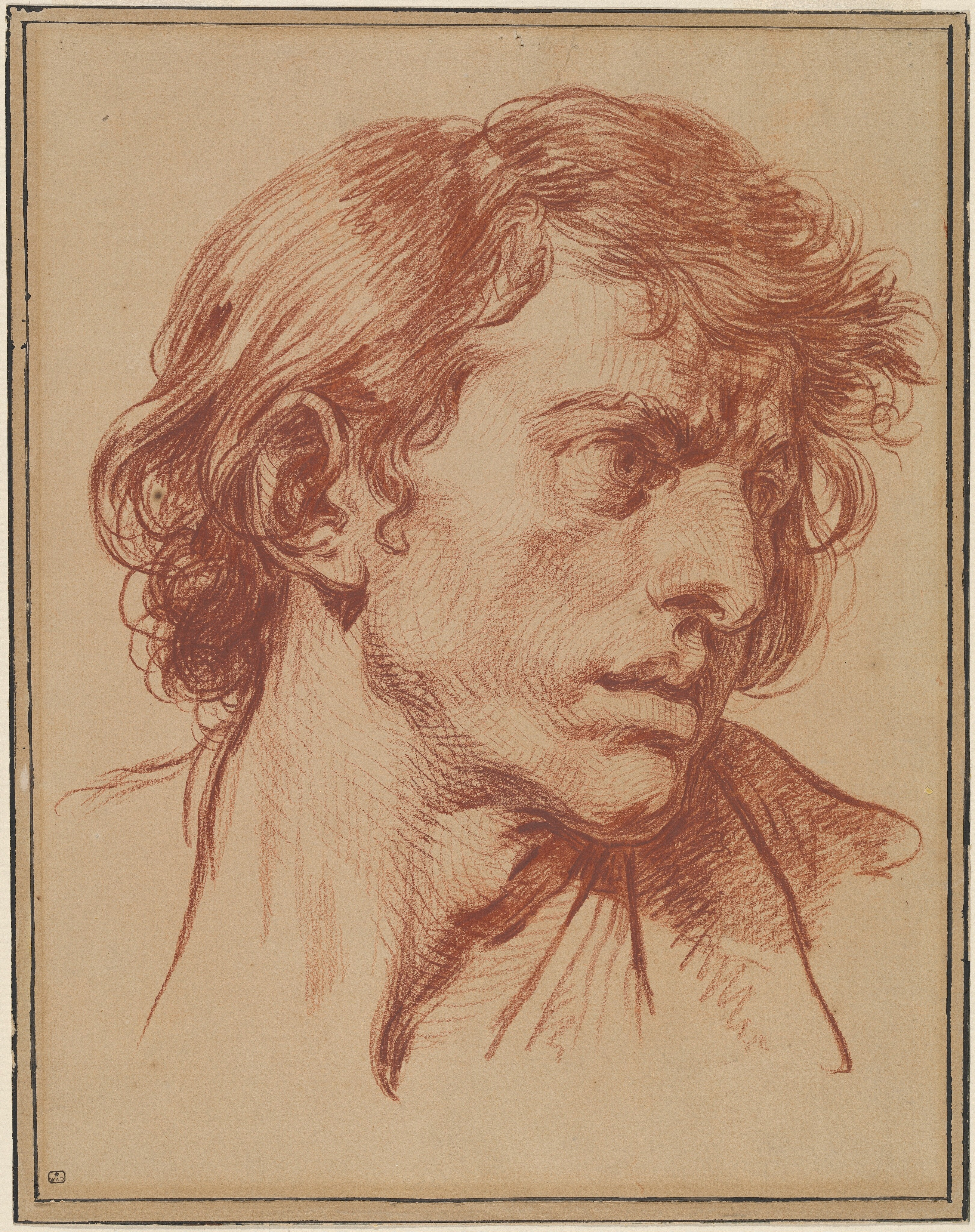
Неблагодарный сын. Ок. 1770. Бумага, сангина. Национальная галерея искусства, Вашингтон
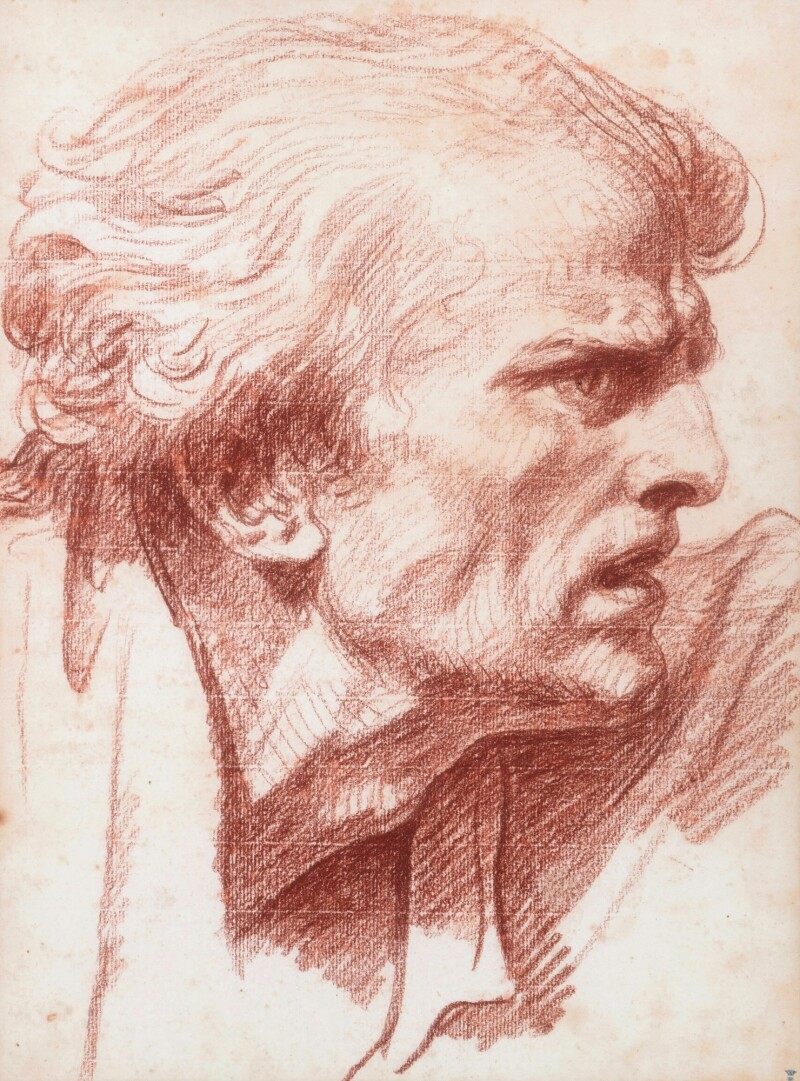
Рисунок мужской головы в профиль с выражением гнева. Ок. 1777. Бумага, сангина, Частное собрание
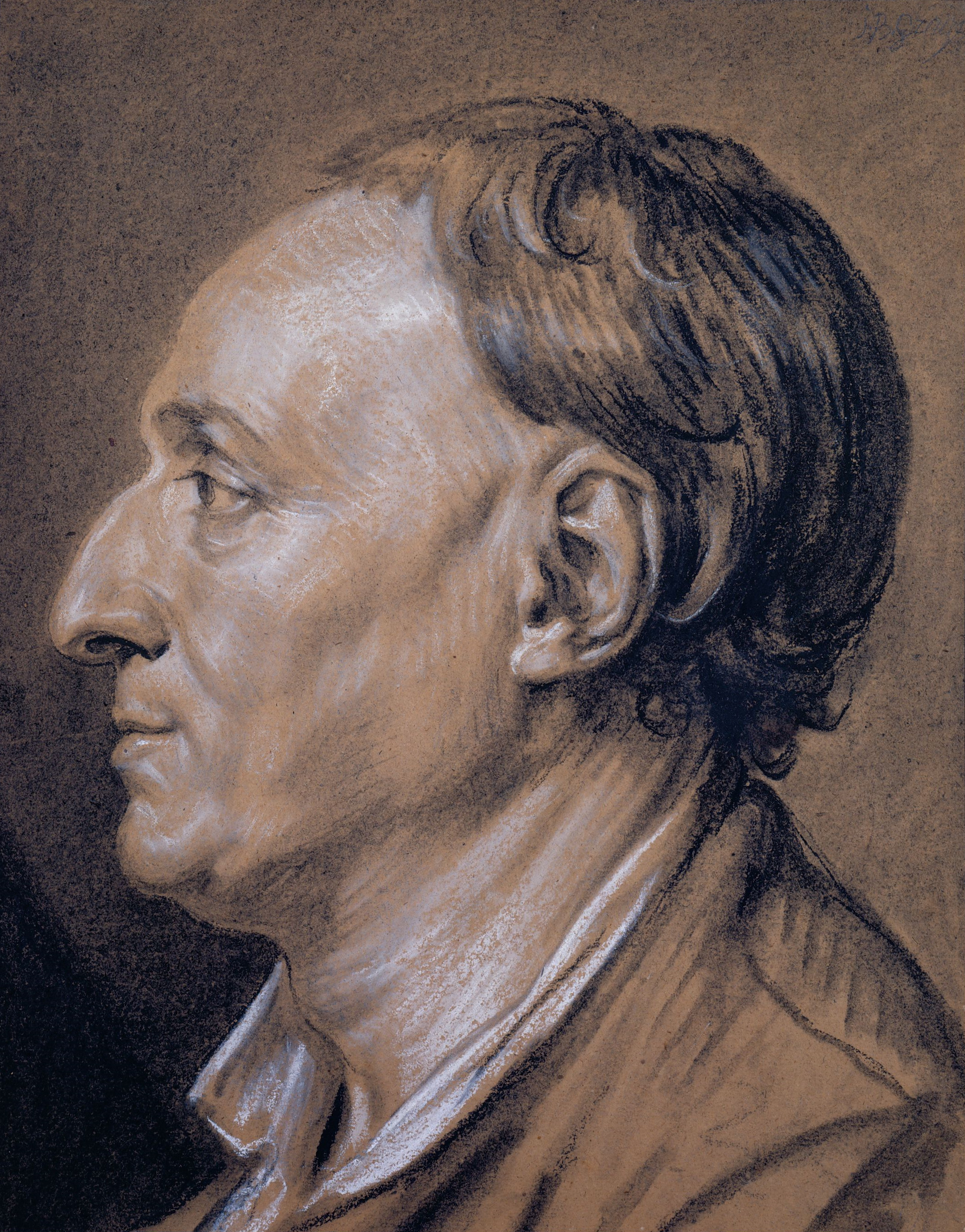
Портрет Д. Дидро. 1766. Коричневая бумага, уголь, мел. Библиотека и музей Моргана, Нью-Йорк
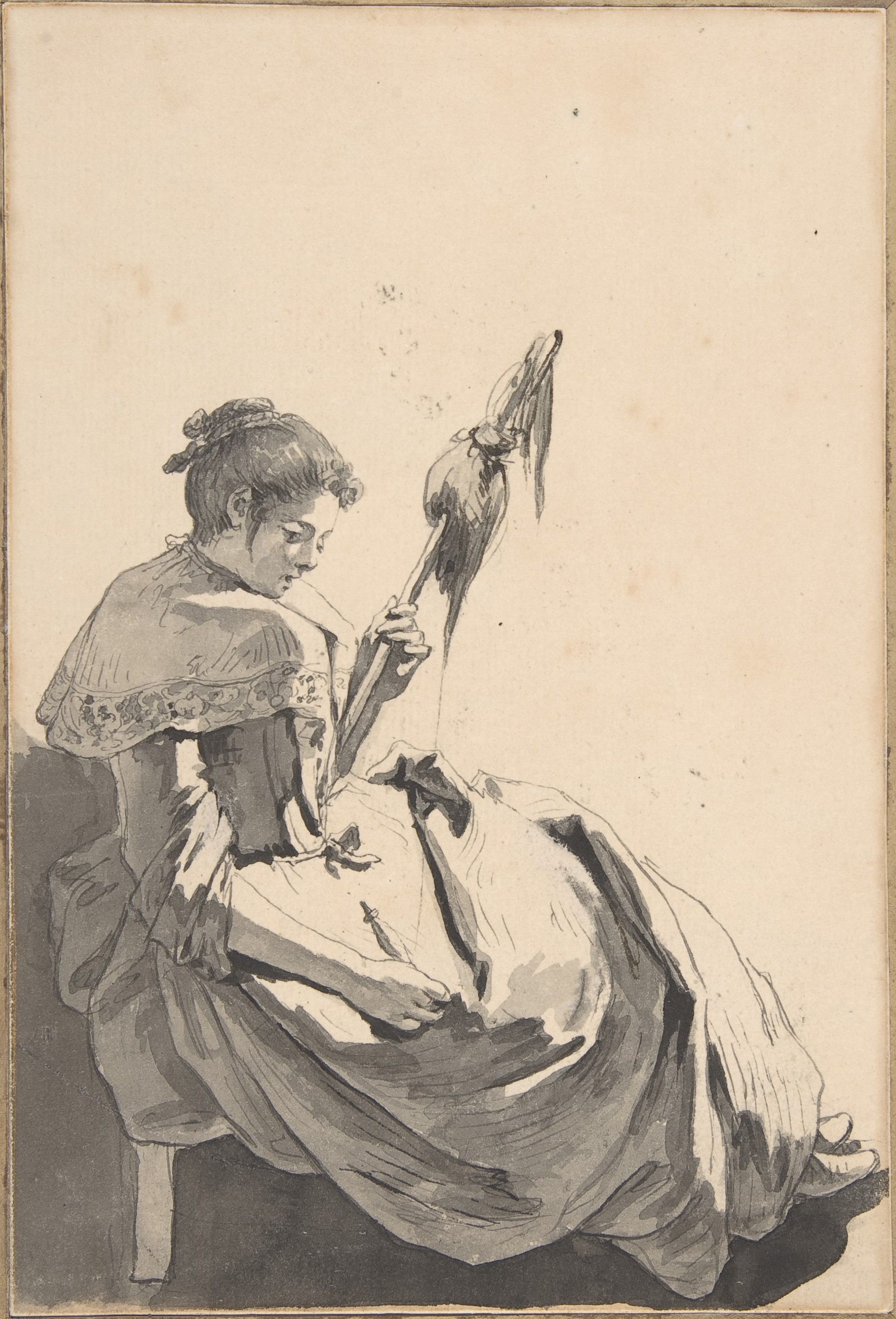
Крестьянка с пряжей. 1755. Бумага, тушь, перо, кисть. Метрополитен-музей, Нью-Йорк
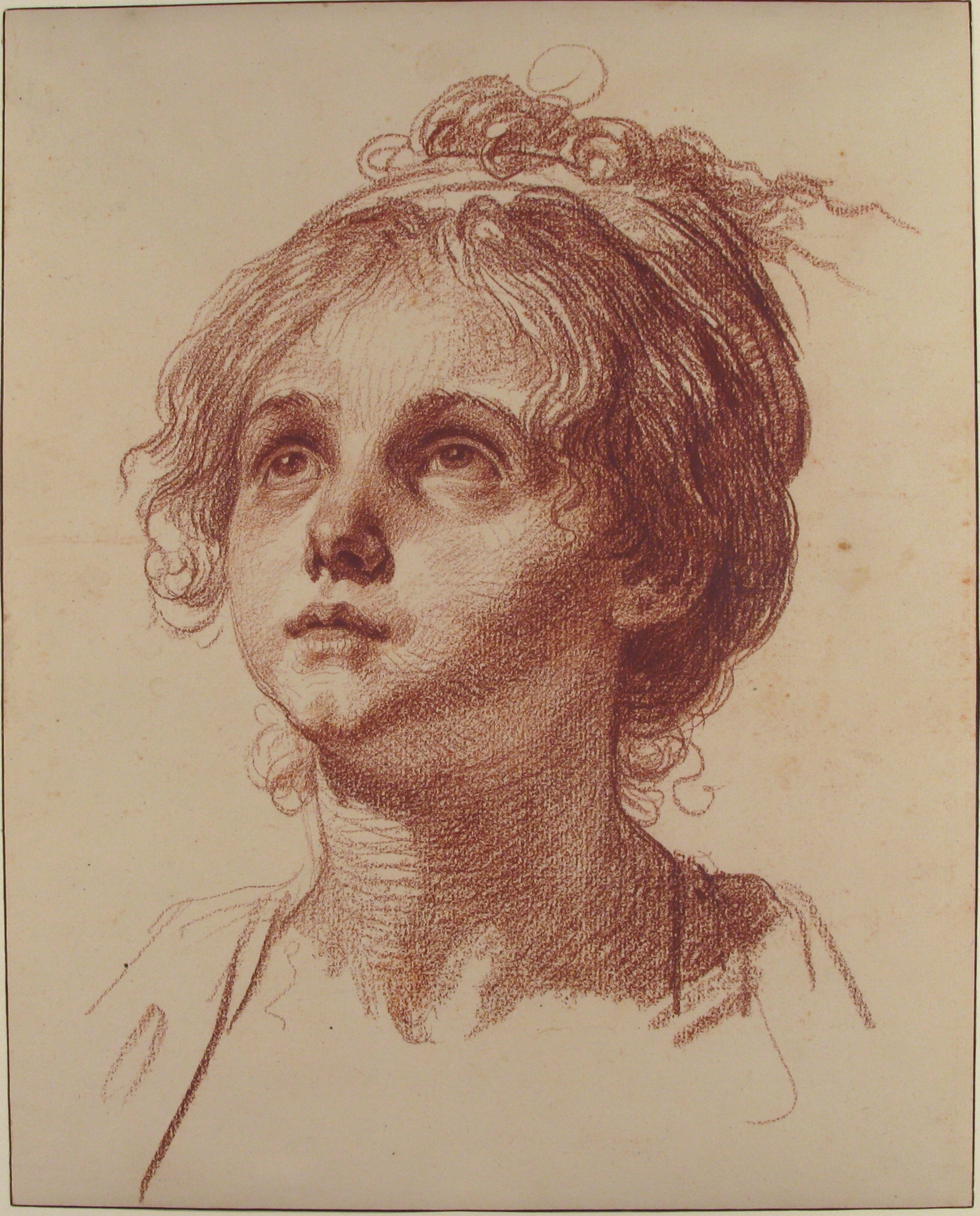
Портрет девочки, смотрящей вверх. Бумага, сангина. Метрополитен-музей, Нью-Йорк